# Asistencia (baloncesto)

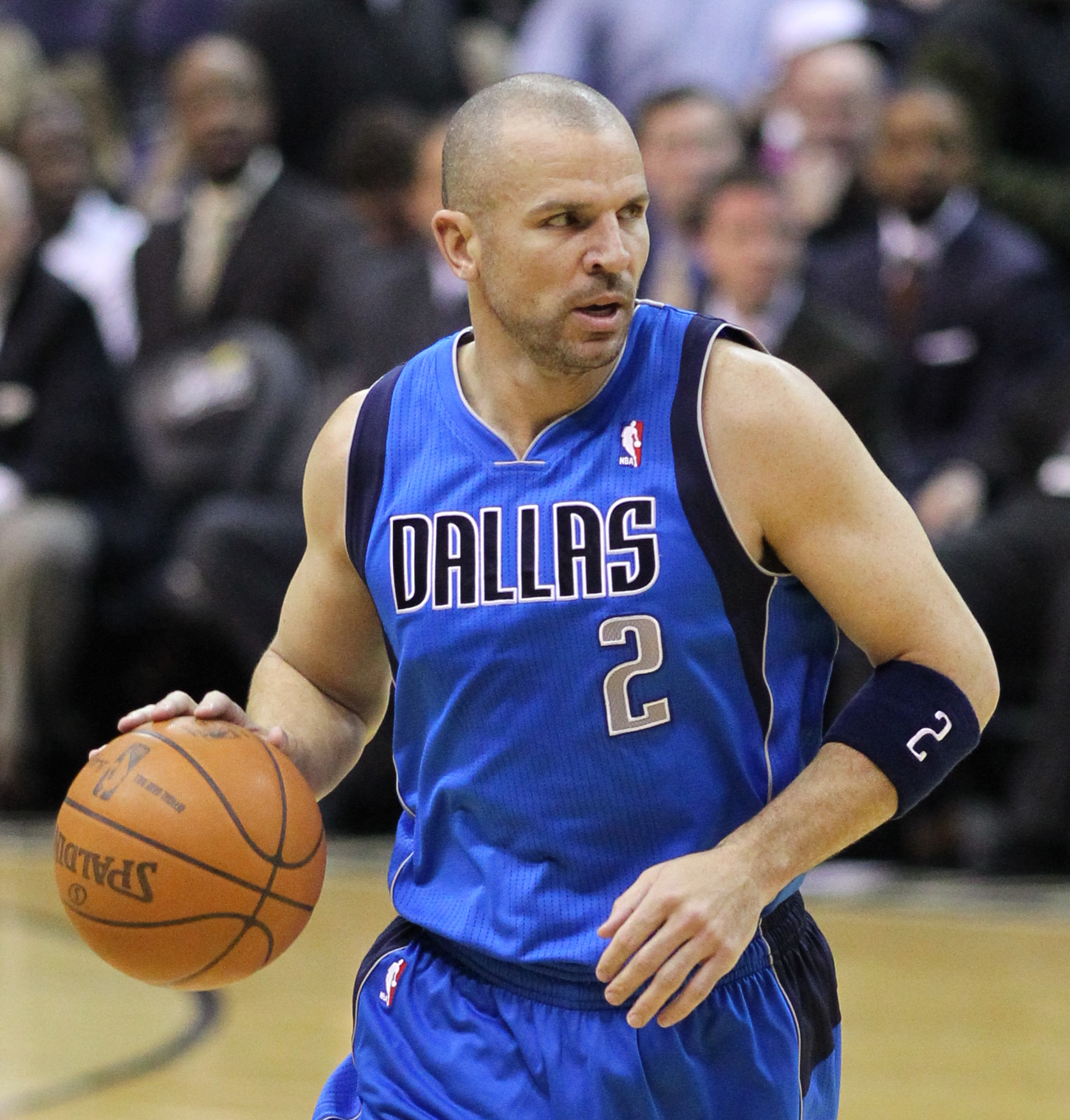
En esta imagen se encuentra Jason Kidd uno de los grandes ejemplos de asistencia en el baloncesto siendo el segundo jugador con más asistencias de la historia de la NBA

Una asistencia es un pase a un jugador que se encuentra en una posición de ventaja o que le ayuda a conseguir una canasta.
Las asistencias se cuentan entre las estadísticas individuales y colectivas de los equipos de baloncesto. Solamente el pase directamente anterior a la canasta se puede contar como asistencia, por lo que no se puede contabilizar más de una asistencia por canasta. En hockey sobre hielo, por el contrario, puede haber más de una asistencia por gol. Un pase que lleva a falta personal de tiro no se considera asistencia, aunque los posteriores tiros libres pudieran resultar en dos puntos, como una canasta. Hay un cierto elemento de apreciación en cuanto a considerar o no como asistencia un pase. Hay ocasiones en que se considera un pase como una asistencia aunque el jugador que recibe el pase tenga que botar antes de tirar y conseguir la canasta.  Estas diferencias de apreciación hacen que sea difícil comparar las estadísticas de asistencias, por ejemplo, entre las reglas FIBA y NBA u otros campeonatos o entre épocas distintas dentro de un mismo campeonato.
Los bases son los que suelen realizar el mayor número de asistencias, ya que su papel es principalmente el de dar pases, manejar el balón y dirigir el tempo y distribuir el balón. Los pívots suelen anotarse menos asistencias, pero los pívots con buena colocación y buena visión y lectura del juego pueden ser también grandes asistentes. Al estar en las inmediaciones de la zona, el pívot a menudo tiene una de las mejores posiciones para dar pases cortos en áreas próximas a la canasta desde donde se pueden hacer tiros fáciles por ser cercanos. El pívot Wilt Chamberlain fue el segundo mejor asistente de la NBA en 1968.  Un pívot grande y fuerte y con gran efectividad cerca del aro, como el jugador Shaquille O'Neal, puede ser muy efectivo en asistencias por los dos contra uno a los que puede verse sometido frecuentemente, pudiendo ser las asistencias tanto a jugadores dentro de la zona como a jugadores en el exterior de la zona .

## Grandes asistentes
John Stockton, Larry Bird, Isiah Thomas, Jason Williams, Jason Kidd, Magic Johnson, Oscar Robertson, Steve Nash, Chris Paul, Rajon Rondo y Bob Cousy se consideran los más grandes repartiendo asistencias en la NBA. Stockton tiene el récord de mayor número de asistencias a lo largo de toda la carrera, con 15 806 asistencias. El segundo después de él es Jason Kidd, con 11 936 (enero de 2013), muy lejos de la marca de Stockton. Magic Johnson tiene el récord de media de asistencias por partido con 11,2, y  Stockton es segundo con 10,5. Stockton, Jackson, y Johnson eran bases. Oscar Robertson hizo 9.887  asistencias en su carrera, cuando sólo se contabilizaban los pases de canasta sin bote antes del tiro.  Robertson fue el primer jugador que consiguió llegar a una media de más de 10 asistencias por partido en una temporada, y fue el líder en asistencias en seis ocasiones.  Bob Cousy fue el líder en reparto de asistencias  en ocho temporadas consecutivas.  El récord de la NBA de máximo número de asistencias en un solo partido es de 30, realizado por Scott Skiles de los Orlando Magic ante los Denver Nuggets en un partido celebrado el 30 de diciembre de 1990.
Otros jugadores de la NBA considerados grandes en repartir asistencias son: Nate Archibald, Kevin Porter, Tim Hardaway, Kevin Johnson,  Steve Nash, Gary Payton, Scott Skiles, Rod Strickland, Dražen Petrović, Lenny Wilkens, José Manuel Calderón, Ricky Rubio  entre otros.